# Rogue
Rogue, [ˈɹəʊ̯ɡ], är en superhjältinna och medlem i superhjältegruppen X-Men. I filmerna är hennes riktiga namn är Marie D'Ancanto.
Hon är en tragisk ung flicka som inte fysiskt kan vidröra andra människor utan att hennes superkraft absorberar deras minnen och egenskaper och detta gör att hennes offer blir medvetslösa eller avlider. I den tecknade TV-serien har hon även övermänsklig styrka och förmåga att flyga.
I serietidningsversionen av X-men så anfaller Rogue under sin tid som ond hjältinnan Carol Danvers och vidrör henne och absorberar hennes krafter. Något går fel och det som vanligtvis är tillfälligt blir permanent och Rogue får hennes krafter vilka är superstyrka, möjlighet att flyga samt osårbarhet.
I filmerna X-Men, X-Men 2, X-Men: The Last Stand och X-Men: Days of Future Past spelas Rogue av den oscarsbelönade skådespelaren Anna Paquin.